# Autocompletar
O recurso de autocompletar ou autocomplemento (do inglês autocomplete ou code completion) é um recurso das ferramentas de desenvolvimento de sistemas IDE. Ela auxilia o programador em recordar códigos (funções e procedimentos) e muitas vezes tem a capacidade de atualizar-se automaticamente, colocando em sua lista de funções as geradas pelo programador em seu código fonte.
Atualmente os melhores ambientes de desenvolvimento possuem o recurso de autocompletar, devido a flexibilidade e principalmente a agilidade na programação. Alguns ambientes de desenvolvimento integram à ferramenta de autocomplemento os parâmetros que cada função utiliza e até a documentação. Como exemplo, podemos citar o NetBeans, Delphi, KDevelop e muitas outras.